# 赤銅礦

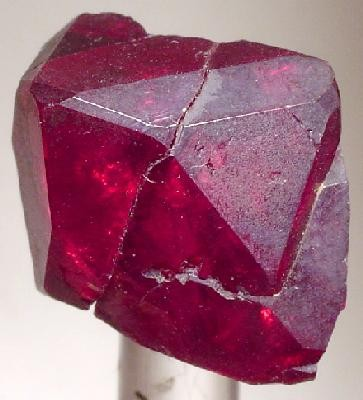
来自纳米比亚楚梅布的赤铜矿。（尺寸：2.3×2.1×1.2cm）

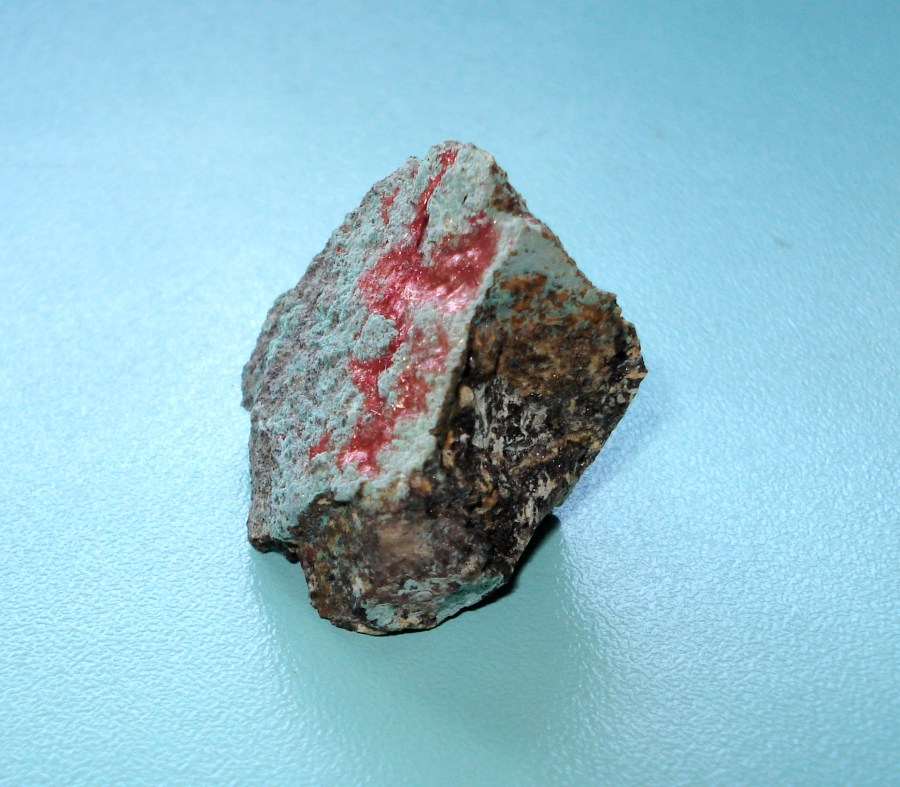
来自亚利桑那州瑞的毛赤銅礦。

赤銅礦（英語：Cuprite），是一種由氧化亞銅（Cu2O）组成的氧化物礦物，是铜的次要矿石。
它的深色晶体具有红色的内部反射，属于等轴晶系六八面体类，以立方体、八面体或十二面体形式，或组合形式出现。经常出现穿透双晶。尽管它有漂亮的颜色，但很少用于珠宝，因为它的莫氏硬度较低，为3.5-4。它的比重相对较高，为6.1，解理不完美，为贝壳状断口，很脆。光泽是半金属到明亮的金刚光泽。毛赤銅礦（英語：chalcotrichite）变种通常显示出极大拉长（与[001]平行）的脉络或针状晶体形式。新鮮赤銅礦的光澤爲金剛光澤或半金屬光澤，但若如長時間暴露于空氣中，其光澤就會逐渐變得暗淡。
它是一种次生礦物，形成于硫化铜矿床的氧化带中。它经常与自然铜、蓝铜矿、硅孔雀石、孔雀石、黑銅礦和多种氧化铁矿物一起出现。由于其独特的红色，它被稱為紅寶石銅礦。赤銅礦是冶鍊銅的礦物之一，而若人們在礦地開採赤銅礦，即表示附近存在原生銅礦床。
赤銅礦是由威廉·卡尔·里特·冯·海丁格于1845年首次得名，其英語名稱「Cuprite」来源拉丁語「Cuprum」，因为它含有铜。
赤铜矿存在于乌拉尔山脉、阿尔泰山脉和撒丁岛，以及英國康沃尔、法国、美國亚利桑那州、智利、玻利维亚、澳洲南部、中國甘肅、江西、雲南和纳米比亚的偏远地区。

## 宝石
尽管几乎所有赤铜矿晶体都太小而无法产出刻面宝石，但1970年代在納米比亞Seeis的Onganja发现了一处独特的矿床，其产出的晶体既大又具備宝石品质。几乎每一颗質量超過一克拉（0.2克）的刻面宝石都来自这个早已被开采出来的单一矿床。超过2克拉（0.4克）的刻面宝石的数量難以估計，但据华盛顿特区史密森尼學會国家宝石和矿物收藏馆的曾任馆长喬爾·亞雷姆指出，任何尺寸的刻面赤铜矿都被认为是现存最具收藏价值和壮观的宝石之一，因其深石榴顏色和比鑽石更高的亮度。只有宝石的柔软性使其无法成为最有价值的珠宝宝石之一。

## 參见
- 斑铜矿
- 黑铜矿
- 砷黝铜矿
- 黝铜矿